# Lucio Domizio Enobarbo (console 94 a.C.)
Lucio Domizio Enobarbo  (in latino Lucius Domitius Ahenobarbus; fl. I secolo a.C.) è stato un politico romano.

## Biografia
Figlio del console dell'anno 122 a.C. e fratello minore di Gneo, fu pretore in Sicilia subito dopo la fine della seconda guerra servile, probabilmente nel 96 a.C.. Durante il suo mandato fece crocifiggere uno schiavo che aveva ucciso un cinghiale con una lancia, perché dopo la fine della rivolta agli schiavi non era consentito usare le armi .
Nel 94 a.C. fu eletto console con Gaio Celio Caldo. Durante la successiva guerra civile tra Gaio Mario e Silla, Enobarbo si legò alla fazione sillana e per questo motivo fu ucciso a Roma dal pretore Damasippo su ordine di Gaio Mario il Giovane .

## Ascendenza
|                        |   |   | Genitori |  |  | Nonni |  |  | Bisnonni              |  |  | Trisnonni             |  |
|                        |   |   |          |  |  |       |  |  | Gneo Domizio Enobarbo |  |  | Gneo Domizio Enobarbo |  |
|                        |   |   |          |  |  |       |  |  | Gneo Domizio Enobarbo |  |  | Gneo Domizio Enobarbo |  |
|                        |   | … |          |  |  |       |  |  | Gneo Domizio Enobarbo |  |  |                       |  |
| Gneo Domizio Enobarbo  |   |   |          |  |  |       |  |  | Gneo Domizio Enobarbo |  |  |                       |  |
|                        |   | … | …        |  |  |       |  |  |                       |  |  |                       |  |
|                        |   | … | …        |  |  |       |  |  |                       |  |  |                       |  |
|                        |   | … | …        |  |  |       |  |  |                       |  |  |                       |  |
| Gneo Domizio Enobarbo  |   | … |          |  |  |       |  |  |                       |  |  |                       |  |
|                        |   | … | …        |  |  |       |  |  |                       |  |  |                       |  |
|                        |   | … | …        |  |  |       |  |  |                       |  |  |                       |  |
|                        |   | … | …        |  |  |       |  |  |                       |  |  |                       |  |
| …                      |   | … |          |  |  |       |  |  |                       |  |  |                       |  |
|                        |   | … | …        |  |  |       |  |  |                       |  |  |                       |  |
|                        |   | … | …        |  |  |       |  |  |                       |  |  |                       |  |
|                        |   | … | …        |  |  |       |  |  |                       |  |  |                       |  |
| Lucio Domizio Enobarbo |   | … |          |  |  |       |  |  |                       |  |  |                       |  |
|                        | … | … |          |  |  |       |  |  |                       |  |  |                       |  |
|                        | … | … |          |  |  |       |  |  |                       |  |  |                       |  |
|                        | … | … |          |  |  |       |  |  |                       |  |  |                       |  |
| …                      | … |   |          |  |  |       |  |  |                       |  |  |                       |  |
|                        |   | … | …        |  |  |       |  |  |                       |  |  |                       |  |
|                        |   | … | …        |  |  |       |  |  |                       |  |  |                       |  |
|                        |   | … | …        |  |  |       |  |  |                       |  |  |                       |  |
| Porcia Catona          |   | … |          |  |  |       |  |  |                       |  |  |                       |  |
|                        |   | … | …        |  |  |       |  |  |                       |  |  |                       |  |
|                        |   | … | …        |  |  |       |  |  |                       |  |  |                       |  |
|                        |   | … | …        |  |  |       |  |  |                       |  |  |                       |  |
| …                      |   | … |          |  |  |       |  |  |                       |  |  |                       |  |
|                        |   | … | …        |  |  |       |  |  |                       |  |  |                       |  |
|                        |   | … | …        |  |  |       |  |  |                       |  |  |                       |  |
|                        |   | … | …        |  |  |       |  |  |                       |  |  |                       |  |
|                        |   | … |          |  |  |       |  |  |                       |  |  |                       |  |